# G. Bruno
Pour les articles homonymes, voir Bruno, Fouillée et Guyau.
Œuvres principales
Le Tour de la France par deux enfants

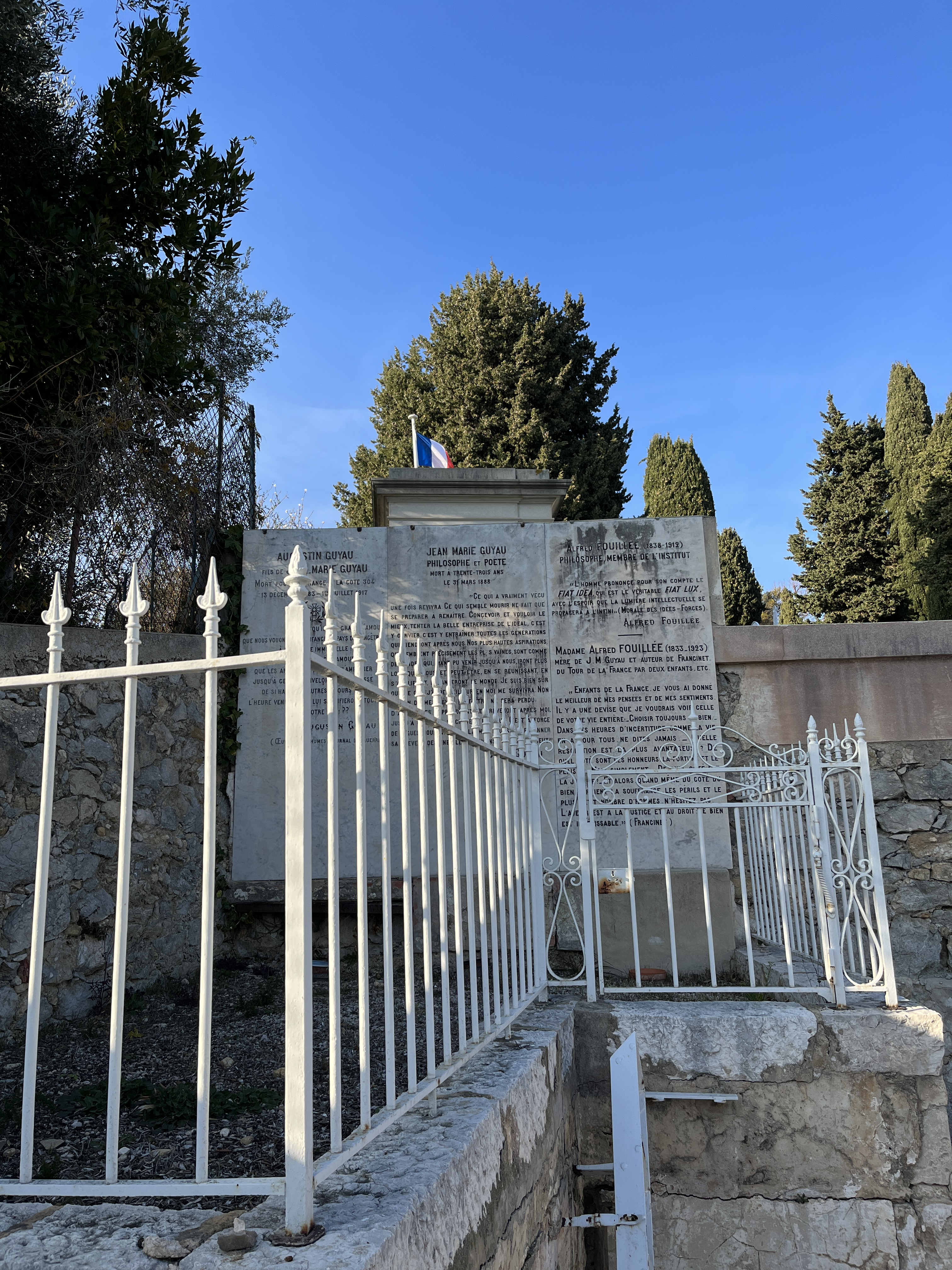
Tombe d'Augustine Fouillée au cimetière du Trabuquet à Menton (Alpes-Maritimes).

Augustine Fouillée (née Augustine Tuillerie), connue sous le pseudonyme G. Bruno, est une femme de lettres française née le 31 juillet 1833 à Laval et morte le 8 juillet 1923 à Paris 7e.

## Biographie
Augustine naît à Laval, rue du Val de Mayenne en 1833 d'un père fabricant de toiles originaire de l'Orne.
En 1869, elle publie Francinet, manuel d’instruction civique et de morale, romancé sous la forme de l’histoire d’un adolescent entrant dans la vie professionnelle. Ce livre apporte également des notions de droit, d’économie et de sciences. Elle reçoit le prix Montyon de l'Académie française en 1871 pour cet ouvrage.
La notion de promotion sociale intervient dans Les Enfants de Marcel, qu’elle publie en 1887.
En 1877, elle publie Le Tour de la France par deux enfants. Le modèle qui inspire son point de vue pédagogique est Jean Macé.
En 1916, en pleine Première Guerre mondiale, elle publie chez Belin Le Tour de l’Europe pendant la guerre, qui est une suite du Tour de la France reprenant les mêmes personnages d’André et Julien Volden avec leurs descendants.
Mariée une première fois à Jean Guyau, qui la bat et dont elle a un fils, elle entretient une liaison avec le philosophe Alfred Fouillée, qu'elle épouse à Paris en septembre 1885, une fois votée la loi sur le divorce. Elle est la mère du philosophe Jean-Marie Guyau.
Son nom de plume est inspiré du nom du philosophe et écrivain italien Giordano Bruno.

## Publications
- Francinet. Principes généraux de la morale, de l’industrie, du commerce et de l’agriculture. Paris, Belin, 1869. Devient plus tard: Francinet. Livre de lecture courante. Principes élémentaires de morale et d’instruction civique, d’économie politique, de droit usuel, d’agriculture, d’hygiène et de sciences usuelles. Paris, Belin, 1877. Non illustré au départ, l'ouvrage acquiert lors de sa refonte « 135 gravures instructives ». (Prix Montyon de l'Académie française 1871)
- Le Tour de la France par deux enfants. Devoir et patrie. Livre de lecture courante avec 200 gravures instructives pour leçons de choses. Paris, Belin, 1877. Après certaines corrections introduites dès la deuxième édition, l'ouvrage subira trois refontes: en 1882, en 1906 où Dieu et la religion disparaîtront, et en 1912 (362e édition), où il sera « augmenté d'un épilogue »[5]..
- Les Enfants de Marcel. Instruction morale et civique en action. Livre de lecture courante. Paris, Belin, 1887.  La 396e édition de 1930, à la fin du chapitre CXXVII, mentionne l'armistice du 11 novembre 1918.
- Le Tour de l’Europe pendant la guerre. Livre de lecture courante illustré de nombreuses gravures et cartes géographiques. Paris, Belin, 1916, réédité après la guerre « augmenté d’un épilogue ».